# Galium reiseri
Galium reiseri là một loài thực vật có hoa trong họ Thiến thảo. Loài này được Halácsy mô tả khoa học đầu tiên năm 1895.